# Tarja Halonen
Tarja Kaarina Halonen (Helsinki, 24 dicembre 1943) è una politica finlandese.
È stata la undicesima Presidente della Finlandia dal 2000, rieletta il 29 gennaio 2006, fino al 29 febbraio 2012. È la prima donna a ricoprire questa carica.
Durante il suo primo mandato si è sposata con Pentti Arajärvi, suo compagno da molti anni.

## Biografia

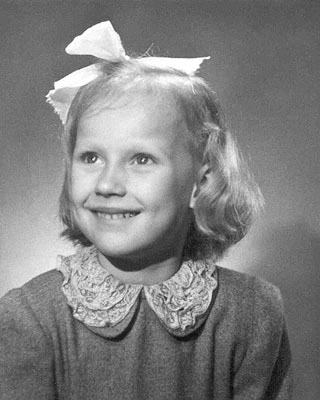
Tarja Halonen nel 1948 a cinque anni

Tarja Kaarina Halonen è nata il 24 dicembre 1943 nel distretto di Kallio, a Helsinki, tradizionalmente un quartiere operaio, figlia di Vieno Olavi Halonen (1915-1981) e di Lyyli Elina Loimola (1917-1990). Ha conseguito una laurea in giurisprudenza all'Università di Helsinki nel 1968. Tarja Halonen è stata prima Segretaria per gli Affari Sociali e poi Segretaria Generale dell'Unione Nazionale degli Studenti (SYL) dal 1969 al 1970; in seguito ha ottenuto un posto come avvocato all'Organizzazione Centrale dei Sindacati Finlandesi (SAK) dal 1970 al 1974. È diventata membro del Partito Socialdemocratico.
Nel 1974 il Primo ministro Kalevi Sorsa assegnò la carica di segretaria parlamentare alla Halonen, che fece così conoscenza con il mondo politico e governativo finlandese e iniziò la sua carriera politica. Dal 1975 al 1996 fu membro del Consiglio Cittadino di Helsinki. Nel 1979 fu eletta al Parlamento, di cui fu deputato fino al 2000; il suo primo incarico parlamentare fu quello di presidente del Comitato Sociale dal 1984 al 1987.
Nel 1987 Tarja Halonen divenne Ministro degli Affari Sociali e della Sanità nel governo del primo ministro Harri Holkeri, incarico che ricoprì fino al 1990. Assunse inoltre la guida del Ministero della cooperazione nordica dal 1989 al 1991, anno in cui diventò presidente della Fondazione per la Solidarietà Internazionale, carica da cui si dimise nel 2000. Dal 1990 al 1991 fu Ministro della Giustizia nel governo di Esko Aho, e dal 1995 fino alla sua elezione a presidente rivestì la carica di Ministro degli Esteri nel governo del collega socialdemocratico Paavo Lipponen.

## Candidatura alla presidenza
Tarja Halonen annunciò nel 1999 la sua intenzione di candidarsi alle presidenziali del 2000. Nelle elezioni presidenziali del 1994 un'altra donna, Elisabeth Rehn, era andata molto vicina alla vittoria, ispirando la Halonen e i suoi sostenitori. Il Partito Socialdemocratico decise di tenere delle elezioni primarie per scegliere il suo candidato alla presidenza. Alle primarie la Halonen sfidò Pertti Paasio, membro del Parlamento Europeo ed ex segretario del partito, e Jacob Söderman, Mediatore UE. Il presidente uscente, Martti Ahtisaari, decise di non concorrere per un secondo mandato e non partecipò alle primarie.
Al primo turno delle presidenziali Tarja Halonen ottenne la maggioranza dei voti, il 40%, seguita dall'ex Primo Ministro Esko Aho del Partito di Centro, che ottenne il 34,4%. Dato che nessuno dei due aveva avuto la maggioranza assoluta, fu necessaria una nuova tornata elettorale. Al ballottaggio la Halonen vinse di misura sul concorrente con il 51,6% contro il 48,4% diventando la prima donna presidente della Finlandia; si insediò il 1º marzo 2000.

## Presidenza

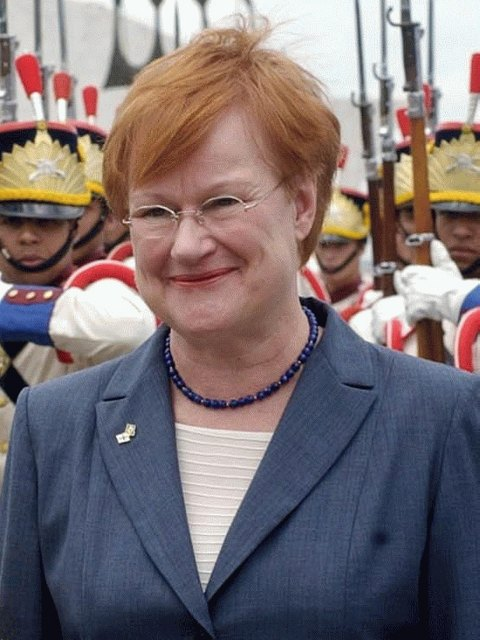
Tarja Halonen durante una visita di stato in Brasile nell'ottobre del 2003

Nonostante la vittoria con uno stretto margine, la Halonen divenne una dei più popolari presidenti della Finlandia, con percentuali di consenso tra il 94% e il 97%, che tuttavia scesero al 42% durante la campagna per le presidenziali del 2006. È considerata una persona semplice e alla mano. Molte persone apprezzano il fatto che abbia fatto carriera partendo dal basso grazie alle sue competenze, particolare molto apprezzato dalla mentalità fortemente meritocratica finlandese. Tarja Halonen si è piazzata quinta, in un sondaggio, fra i 100 più importanti finlandesi della storia, prima fra i viventi.
Il suo stile di vita ha causato qualche controversia ma anche ammirazione per la sua indole indipendente. Negli anni sessanta, abbandonò la Chiesa finlandese, a cui appartiene la maggioranza dei finlandesi, per protestare contro le tasse sui fedeli, e per le sue posizioni contro il sacerdozio femminile.
La Halonen è stata criticata per avere preso parte nel maggio 2005 alle celebrazioni del 60º anniversario del Giorno della Vittoria a Mosca, e per la sua opposizione all'uso di mine lungo il confine. Entrambi gli atti vengono considerati da alcuni come antipatriottici dato che la Russia, e l'Unione Sovietica in precedenza, sono state storicamente una minaccia all'indipendenza dello Stato finlandese.
Nel giugno 2005 l'allora primo ministro italiano Silvio Berlusconi, durante l'inaugurazione della sede per l'Autorità europea per la sicurezza alimentare a Parma, affermò che per ottenere la sede dell'organizzazione in Italia avrebbe "rispolverato le sue arti da playboy" con Tarja Halonen per far desistere la Finlandia dal candidarsi come sede dell'organo europeo. L'affermazione causò un breve incidente diplomatico con il richiamo dell'ambasciatore italiano in Finlandia da parte del Ministero degli Esteri finlandese. Il caso fu dichiarato chiuso da entrambi i governi l'indomani dopo alcuni chiarimenti.

## Elezioni presidenziali del 2006
Il 20 maggio 2005, Tarja Halonen tenne una conferenza stampa nella residenza presidenziale di Mäntyniemi dove confermò la sua volontà di concorrere per un secondo mandato, in risposta alla delegazione del suo partito che gli aveva fatto visita due giorni prima. Oltre al Partito Socialdemocratico ottenne anche il supporto del leader dell'Alleanza di Sinistra, Suvi-Anne Siimes.
Il 19 novembre, fu nominata ufficialmente candidata alle presidenziali dai due partiti all'unanimità.
Il sostegno per il secondo mandato di Tarja Halonen fu forte. Ricevette, nella prima tornata elettorale, il 46% dei voti, mentre Sauli Niinistö del Partito di Coalizione Nazionale) arrivò secondo con il 24%. Al ballottaggio il 29 gennaio 2006, la Halonen fu riconfermata con il 51,8% delle preferenze contro il 48,2% di Niinistö.

## Famiglia e interessi

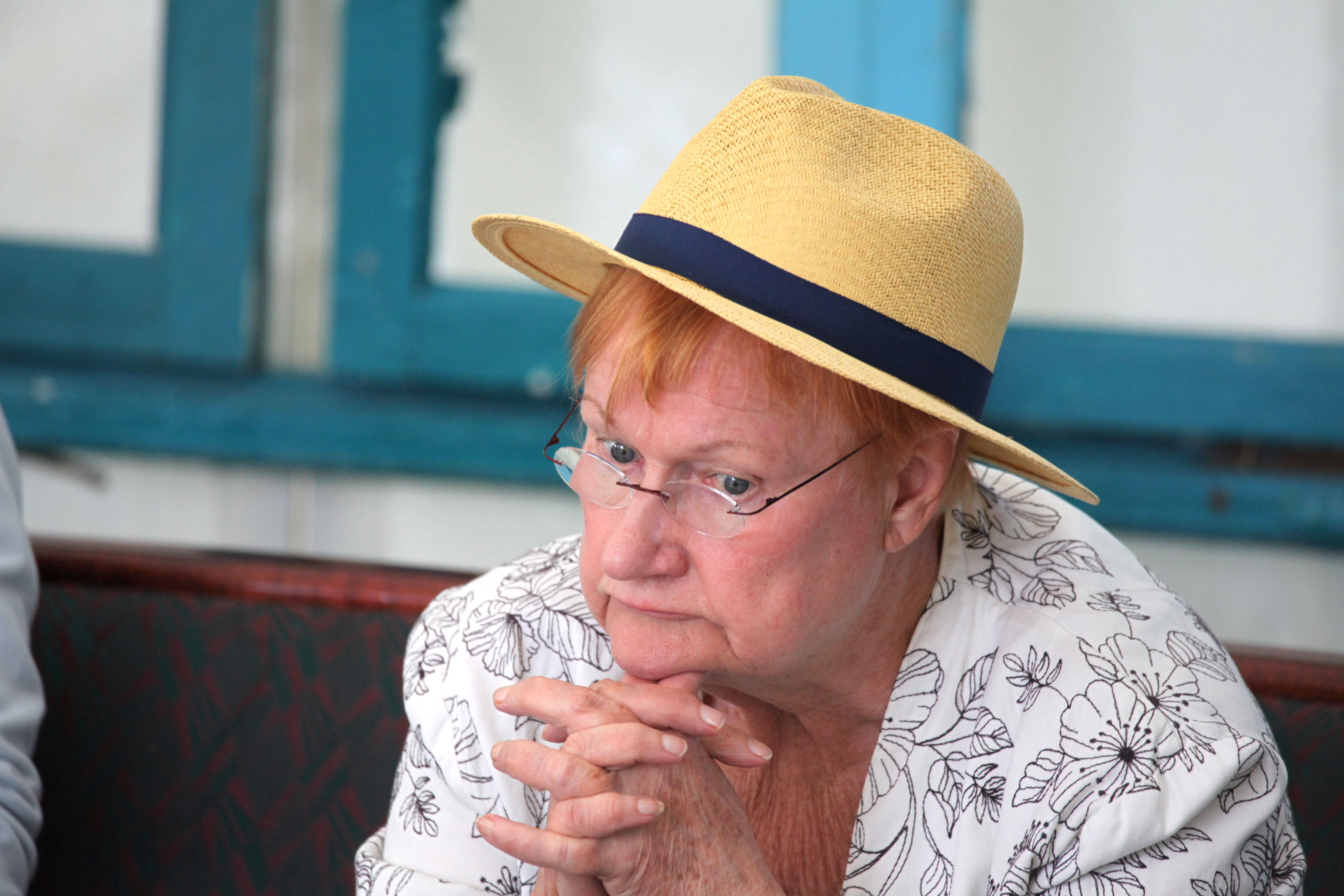
Tarja Halonen nel 2021

Fra gli interessi della presidente, la storia dell'arte, il teatro e il nuoto. Tarja Halonen parla correntemente finlandese, svedese, inglese, tedesco e francese.
Il 26 agosto 2000, la presidente ha sposato il suo compagno Pentti Arajärvi in una cerimonia civile nella residenza di Mäntyniemi, dopo una relazione durata più di quindici anni. Entrambi hanno figli da rapporti precedenti. In Finlandia la loro relazione non era un segreto, ma il matrimonio è servito soprattutto a chiarire la posizione di Arajärvi durante le visite presidenziali all'estero.

## Cronologia politica
- Membro del Partito Socialdemocratico Finlandese 1971-2000
- Segretaria Parlamentare del Primo Ministro 1974-1975
- Membro del Consiglio Cittadino di Helsinki 1977-1996
- Membro del Parlamento 1979-2000
- Ministro degli Affari Sociali e della Sanità 1987-1990
- Ministro della Cooperazione Nordica 1989-1991
- Ministro della Giustizia 1990-1991
- Ministro degli Esteri 1995-2000
- Presidente della Repubblica della Finlandia 2000-2012